# 戈亚斯州欧鲁韦尔迪
戈亚斯州欧鲁韦尔迪（葡萄牙語：Ouro Verde de Goiás）是巴西戈亚斯州的一个市镇。总面积209.679平方公里，总人口4431人，人口密度21.1人/平方公里。